# أبوسوم ماراجو قصير الذيل
أبوسوم ماراجو قصير الذيل (الاسم العلمي:Monodelphis maraxina)، هو نوع من الأبوسوم يتواجد في البرازيل.